# Terremoto de Ambon de 2019
El 26 de septiembre de 2019, un fuerte terremoto de magnitud 6,5 sacudió la isla de Seram en Maluku, Indonesia, cerca de la capital provincial de Ambon. El terremoto se produjo a las 07:46:44 hora del este de Indonesia con una profundidad de 18 kilómetros. El temblor se pudo sentir en toda la isla, con una intensidad muy fuerte (VII), según se informó, en la capital provincial de Ambon.
Tras el terremoto se registraron graves daños en toda la isla, más de 6.000 estructuras resultaron dañadas o destruidas en todo Maluku. Un total de 41 personas murieron a causa del terremoto y otras 1.578 resultaron heridas. Más de 150.000 personas fueron evacuadas y establecieron campamentos improvisados debido a las réplicas y el temor al derrumbe de los edificios. Hasta el 6 de octubre más de una semana después del terremoto, las estaciones geológicas locales de Maluku habían registrado aproximadamente 1.105 réplicas.

## Terremoto
Según la Agencia de Meteorología, Climatología y Geofísica de Indonesia (BMKG), el epicentro del terremoto se localizó tierra adentro de la isla de Seram, a unos 42 kilómetros (26,1 mi) este de la isla de Seram. al noreste de la ciudad de Ambon, capital de Maluku y 10 a km de la ciudad de Kairatu.  El BMKG informó una magnitud de Mw  6.8,  mientras que el Servicio Geológico de los Estados Unidos (USGS) informó un Mw  Terremoto de 6,5.  El sismo se produjo a las 23:46:44 UTC, con una profundidad de 18,2 kilómetros (11,3 mi) según el USGS.  Posteriormente  BMKG revisó la magnitud del terremoto a Mw 6.5.  La agencia informó que el terremoto fue causado por un mecanismo de falla de deslizamiento . 

### Réplicas
En la mañana del 27 de septiembre, el BMKG informó que había detectado 239 réplicas.  El 6 de octubre, la agencia informó que se habían registrado más de 1.000 réplicas, de las cuales la más fuerte fue de magnitud 5,6, que golpeó Ambon a una profundidad de 10 km, menos de una hora después del sismo principal. 

## Daños
Inmediatamente después del terremoto, se registraron daños importantes en Ambon. El emblemático puente Merah Putih de Ambon, entonces el puente más largo del este de Indonesia, sufrió grietas en su junta de expansión.  Los edificios de la Universidad de Pattimura, la universidad más antigua de Ambon, sufrieron grietas en las paredes y techos hundidos.  La Universidad Estatal Islámica de Ambon informó sobre grietas y derrumbes en las paredes. El auditorio y la biblioteca de la universidad también resultaron dañados por el terremoto. Un profesor y un estudiante resultaron heridos y fueron trasladados al hospital, mientras que otro profesor y otro estudiante murieron debido a la caída de escombros.    También se informó de un gran incendio en un barrio de Ambon.  Centros comerciales e instituciones públicas reportaron daños leves.  Se informó que lugares de culto como iglesias y mezquitas también sufrieron daños leves 

## Damnificados
Hasta la tarde del 27 de septiembre, hora local, se habían confirmado 23 muertes a causa del terremoto, principalmente debido a la caída de escombros de los edificios dañados.   Se informó que más de cien personas resultaron heridas.  La mayoría de las víctimas se produjeron en la regencia de Maluku central, donde se registraron 14 muertes. 